# 高橋海大
高橋 海大（たかはし こうた、2003年7月31日 - ）は、日本のフリースタイルレスリング選手。静岡県出身。階級は65g級。兄の高橋夢大もレスリング選手。

## 来歴
静岡の焼津ジュニアクラブでレスリングを始めた。小学生時代は全国大会で何度も優勝を飾った。JOCエリートアカデミーに入学すると、稲付中学1年の時から全国中学選抜選手権で3連覇した。2年からは全国中学生選手権で2連覇した。帝京高校3年の時には全国高校生グレコローマン選手権とインターハイで優勝した。2022年に日体大へ進学すると、1年の時にはU-20世界選手権で11位、U-23世界選手権で3位だったが、全日本選抜選手権で優勝を飾った。2年の時には全日本選手権で優勝した。3年の時には全日本選抜選手権と全日本学生選手権で優勝した。U-23世界選手権74㎏級でも優勝すると、兄の夢大も今大会で銅メダルを獲得した。その直後の世界選手権79㎏級では5位だった。

## 主な戦績
- 2016年 -2018年　全国中学選抜選手権　3連覇
- 2017年 -2018年　全国中学生選手権　2連覇
- 2018年 -　世界カデット選手権　2位(51㎏級)
- 2018年 -　U15アジア選手権　優勝(57㎏級)
- 2019年 -　アジア・カデット選手権 優勝(61㎏級)
- 2021年 -　全国高校生グレコローマン選手権 優勝（71kg級）
- 2021年 -　インターハイ　優勝（65kg級）
- 2022年 -　全日本選抜選手権 優勝（70kg級）
- 2022年 -　U-20世界選手権　11位（70kg級）
- 2022年 - U-23世界選手権　3位（70kg級）
- 2023年 -　全日本選手権　優勝（74kg級）
- 2024年 -　アジア選手権　優勝（74kg級）
- 2024年 -　全日本選抜選手権　優勝（79kg級）
- 2024年 -　全日本学生選手権　優勝（74kg級）
- 2024年 - U-23世界選手権　優勝（74kg級）
- 2024年 - 世界選手権　5位（79kg級）

（出典）